# SQLyog
SQLyog — графический интерфейс пользователя для популярной системы реляционных баз данных MySQL. Программа создана компанией Webyog Softworks Pvt. Ltd., располагающейся в Бангалоре.

## История
SQLyog был начат как студенческий проект в колледже студентом Ritesh Nadhani когда он использовал MySQL для одного из его проектов в 2001 году. За 2 года, она была разработана им с техническим и проектным руководством, которое выполнял его старший брат Rohit. Позже Rohit присоединился к команде разработчиков как постоянный участник.
После 8 месяцев разработки была выпущена бесплатная версия 0.9 как бесплатное программное обеспечение с закрытым исходным кодом. SQLyog оставался бесплатным до версии 3.0.
Начиная с версии 5.0, SQLyog доступен в двух редакциях: Enterprise и Free Community Edition.

## Возможности
Главные функции SQLyog:
- Конструктор запросов (доступен в BETA версии)
- Умное автозавершение
- Интеллектуальное дополнение кода
- Туннелирование HTTP и HTTPS
- Туннелирование SSH
- Соединения
- Инструмент миграции в виде wizard.
- Синхронизация Структуры/Данных [4]
- Полноценная поддержка Юникода.

## Спецификации программы

### Технические спецификации
- Разработана с использованием WinAPI
- Использует C API MySQL для соединения с серверами MySQL
- Использует SQLite для хранения всех внутренних данных

### Платформы
SQLyog работает на платформах Microsoft Windows от 4.10, и Windows NT. Также возможно использование в Linux с помощью Wine.

## Поддержка
Webyog предоставляет приоритетную поддержку покупателям редакции Enterprise через собственную систему поддержки основанную на тикетах. Пользователи редакции Community могут получить поддержку в форумах Webyog, в которых участвуют пользователи и разработчики Webyog.
Webyog также ведёт FAQ на сайте.